# Gare de Poltava
La gare de Poltava  (en ukrainien Полтава Київська) est une gare ferroviaire située dans la ville de Poltava en Ukraine.

## Histoire
Construite en 1901 dans le cadre de la ligne Kiev-Poltava-Lozova. Détruite lors de la seconde guerre mondiale, elle fut reconstruite en 1955 sur les plans de l'architecte Kotlyarova.

## Service des voyageurs

### Accueil

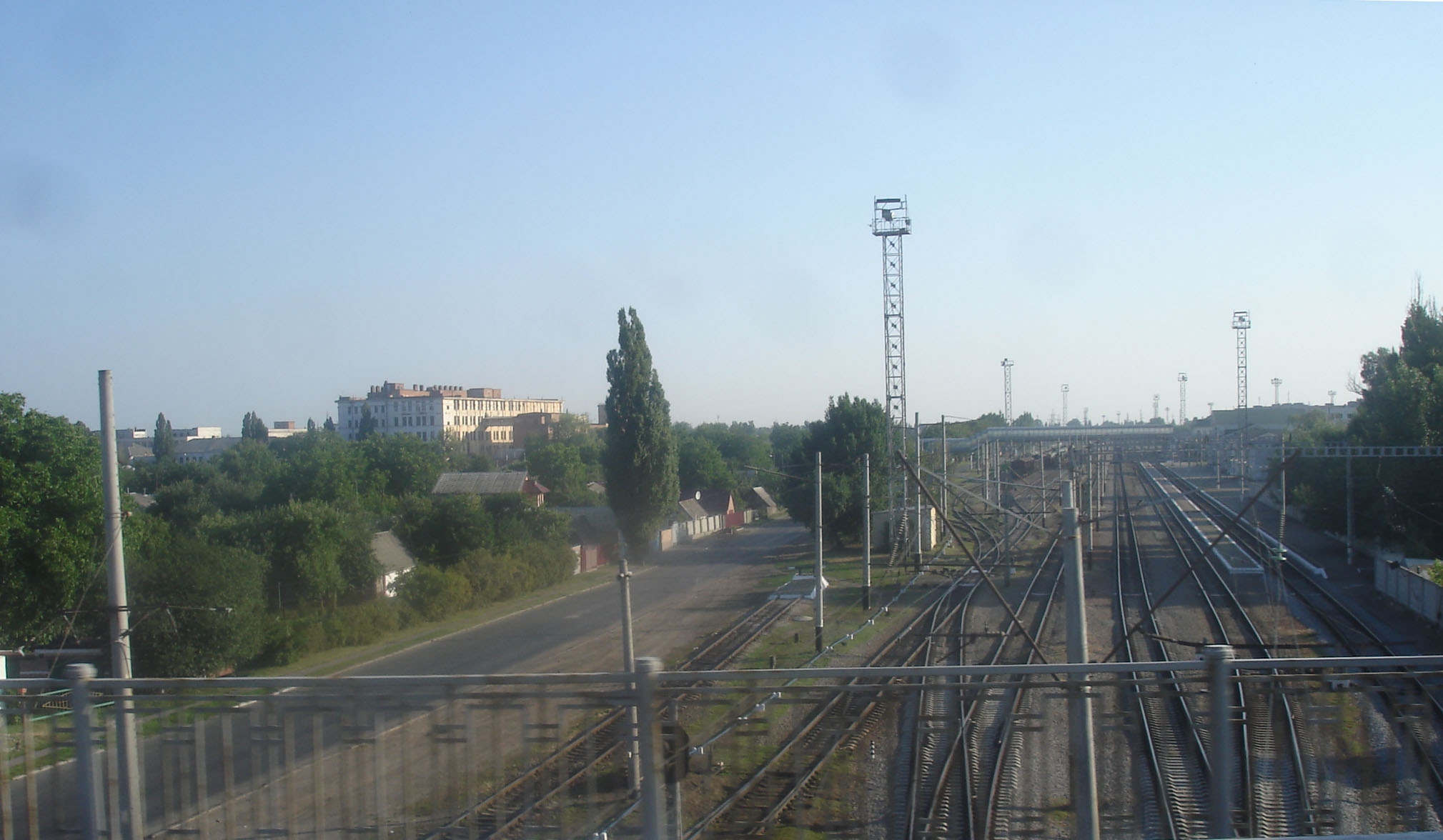
Les voies,
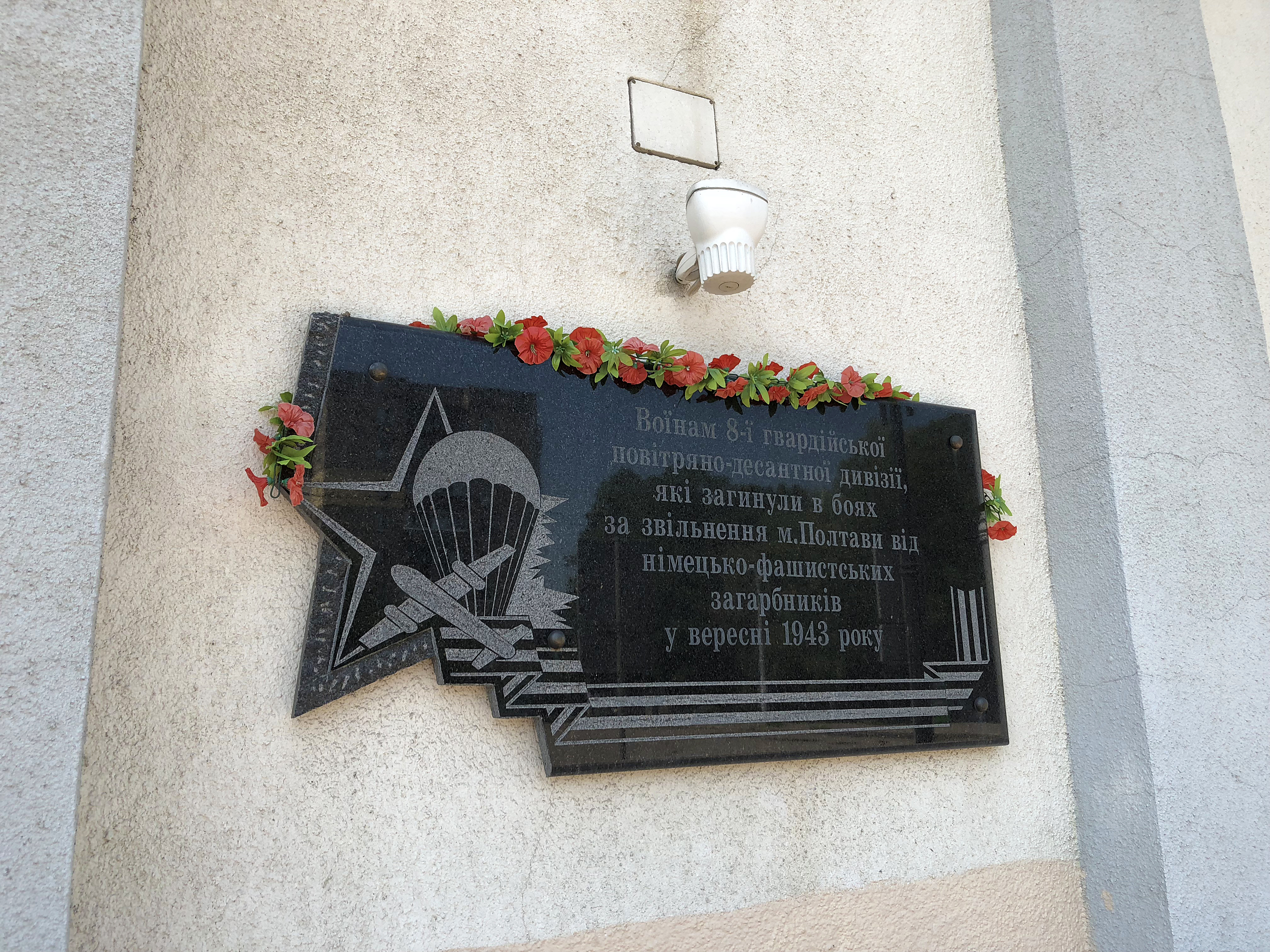
plaque commémorative de la 8e div aérienne, classée
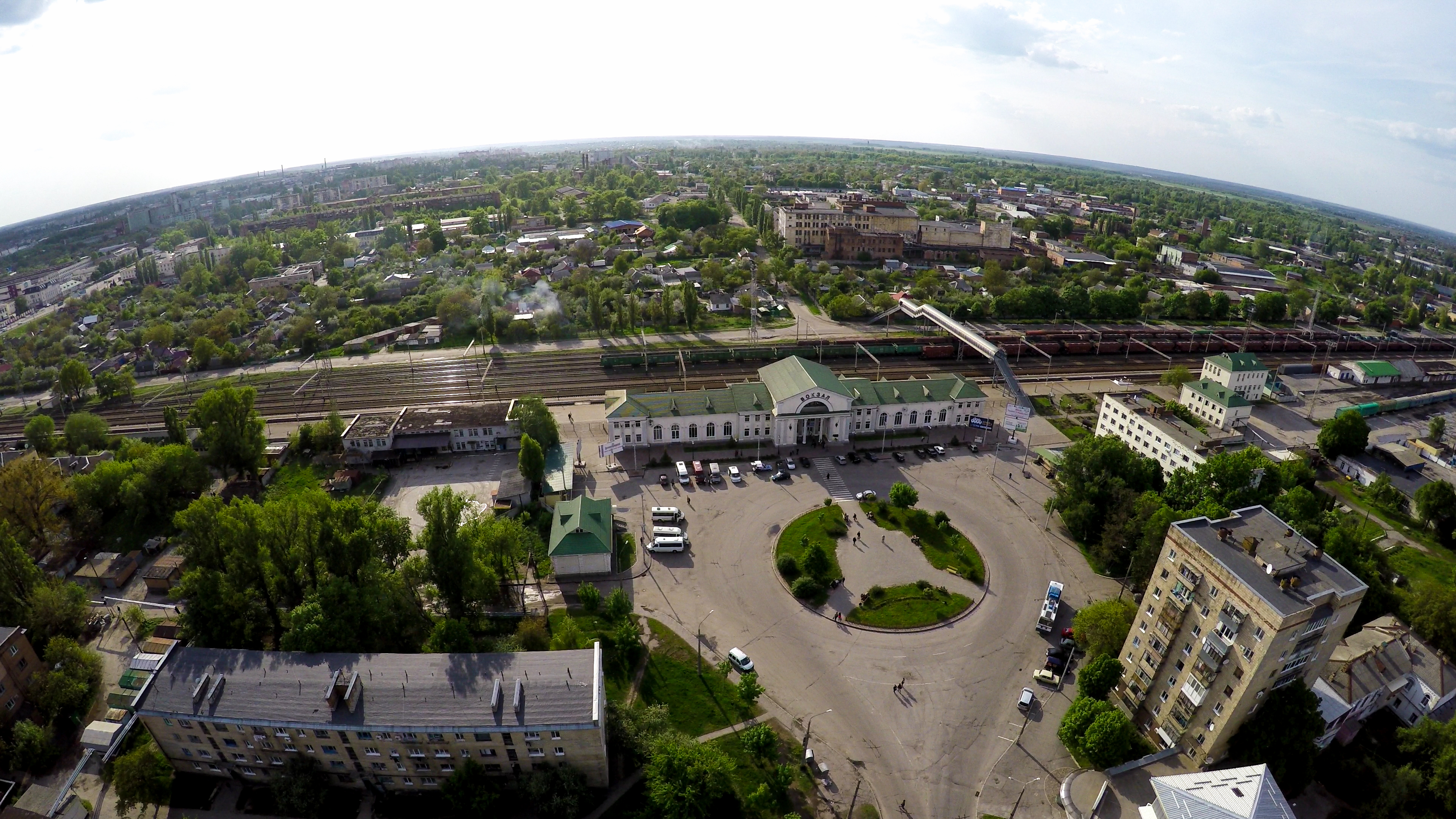
avec sa place.

### Intermodalité
Trolleybus de la ville N°1.